# Associação Garanhuense de Atletismo
A Associação Garanhuense de Atletismo (conhecido como Garanhuense e popularmente, como AGA), é uma agremiação esportiva brasileira, com sede no município de Garanhuns, no estado de Pernambuco. Nascido da fusão do Comércio Futebol Clube, é um dos clubes pernambucanos mais antigos do estado, fundado em 31 de agosto de 1930, com sua Sede Social localizada na Avenida Rui Barbosa, no Bairro de Heliópolis, onde se localizava o antigo estádio do Comércio. As cores do clube, presentes no escudo oficial, inicialmente era o azul e branco, cores do antigo clube e atualmente passou a usar o preto após a fusão com o Comércio.
A AGA já disputou a elite do futebol profissional pernambucano, tendo um destaque na campanha de 2003, conquistando uma quarta colocação geral da competição e garantindo no mesmo ano uma vaga para o Campeonato Brasileiro de Futebol - Série C de 2003, na época era a última divisão nacional, mas na última hora, desistiu por falta de condições financeiras. Atualmente a equipe se encontra licenciada de competições oficiais. A equipe procurou ter seu retorno com a reativação da Terceira divisão em 2019, mas a competição não foi disputada, e consequentemente, não ocorreu o retorno do clube.

## História
A História da Associação Garanhuense de Atletismo começa no dia 31 de agosto de 1930, quando o clube fundiu-se com outro clube de Garanhuns, o Comércio Futebol Clube. O AGA chegou a manter durante muito tempo equipes de Futebol de salão, Voleibol e Natação conquistando títulos também nesses esportes e revelando talentos para o Brasil. Mas o forte mesmo sempre esteve no seu futebol. O Campo foi inaugurado em setembro de 1955 e desde aquele momento tornou-se o maior ponto de apoio ao clube e palco das mais brilhantes conquistas desde então. A equipe passou a fazer sua história no futebol conquistando vario títulos, dentre eles destaca-se: Tri campeão de Garanhuns, Campeão Pernambucano de Futebol Amador em 1968, Campeão do Interior em 2003, Tri Campeão da Copa do Interior em 1972 (época também da colocação do alambrado), sendo esse título precedido de uma campanha memorável e de um jogo emocionante: vitória sobre o Santa Cruz por 5 a 2. Essa vitória ficou marcada na memória do torcedor e em sua homenagem os Vocalistas da Saudade, grupo musical de renome na época, gravou uma música muito executada nas emissoras.
Os títulos continuaram sendo conquistados e o AGA, prestigiadíssimo, chegou a marca de 1.400 sócios. Chegou também a ser Hepta Campeão de Garanhuns. Em 1979, ano do Centenário de Garanhuns, foram colocados os refletores no seu estádio, já denominado de Gerson Emery (numa justa homenagem a um dos mais brilhantes presidentes que já passaram pelo clube)e. A ocasião foi marcada inclusive com uma partida de futebol amistosa tendo o Sport Club do Recife como adversário. Entre 1985 a 1986 o futebol do clube foi desativado, retornando em 2000 quando o clube se profissionalizou e também conquistou o título do campeonato pernambucano da Série A2 com o comando técnico de Laércio Peixoto e a presidência do clube com Alexandre Guilherme Rodrigues de Melo. Chegou a ser quarto colocada no estadual do ano de 2003.
Em 2004 foi rebaixado para a Série A2 do estadual e desde 2005 está fora das competições promovidas pela Federação Pernambucana de Futebol, disputando apenas torneios amadores. Atualmente está inativo no futebol profissional, porém há uma mobilização para que o AGA retorne as atividades num futuro bem próximo, ocasionalmente com o retorno da terceira divisão estadual em 2019.

## O clube

### Bens e acomodações

#### Sedes
- Sede Social: Avenida Rui Barbosa, nº 1018, no bairro de Heliópolis, no município de Garanhuns. Foi o antigo local do estádio do Comércio Futebol Clube.

#### Estádio
O Estádio Gerson Emery tem capacidade de público estimado de 5500 (cinco mil e quinhentos) expectadores. Capacidade que foi ampliado de 5500 e que está distribuídos nas sociais, arquibancadas e geral. Já o seu campo, estuda-se a ampliação para as medidas oficiais e a utilização de grama natural ou sintética.

## Símbolos

### Escudo
O primeiro escudo da história do AGA, era quase idêntico ao usado atualmente, a diferença eram nas cores azul e branco e a letra "G" no centro, tem uma espécie de ponta de flecha. Atualmente no escudo, a cor azul foi substituída pela cor preta e a letra "G", passou ater um formato oval

### Mascote

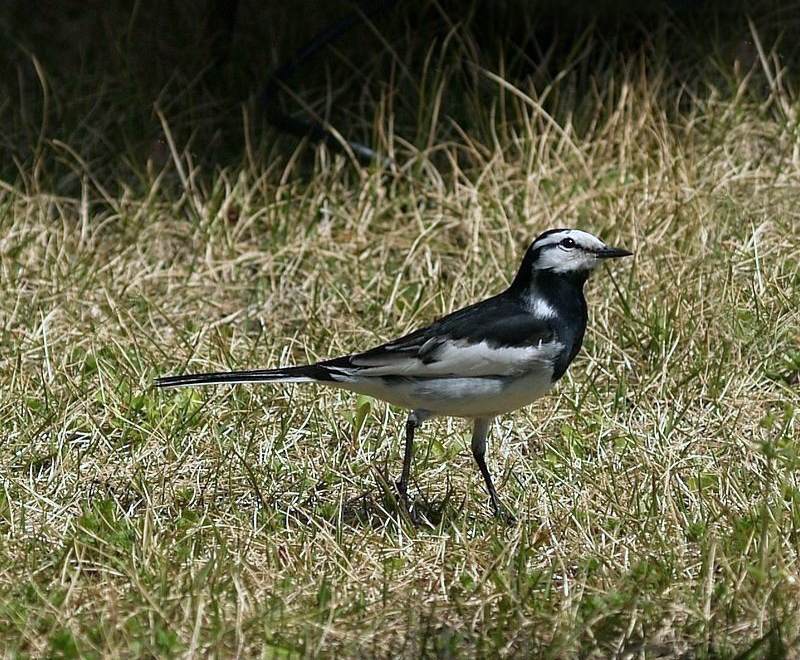
Lavandeira (Motacilla da família das Motacillidae), é a mascote do AGA

O AGA tem como apelido de “Lavandeira do Agreste” é uma homenagem a um pássaro Lavandeira, cuja ave é pertencente a família das Motacillidae e é muito comum nas proximidades de Garanhuns.

### Uniformes

#### Uniformes dos jogadores
- Primeiro uniforme: Camisa branca com listras horizontais [pretas, calção preto com faixas verticais brancas e meias pretas.
- Segundo uniforme:  Camisa branca com faixas horizontais pretas, calção verde e meias pretas.
- Terceiro uniforme: Camisa preta com detalhes vermelhos, calção e meias vermelhas

| Primeiro | Segundo | Terceiro |

#### Outras Temporadas
| Cores do Time · Cores do Time · Cores do Time · Cores do Time · Cores do Time | Cores do Time · Cores do Time · Cores do Time · Cores do Time · Cores do Time | 1930 |

## Principais títulos
| Estaduais  | Estaduais                          | Estaduais | Estaduais         |
|            | Competição                         | Títulos   | Temporadas        |
| ---------- | ---------------------------------- | --------- | ----------------- |
|            | Campeonato Pernambucano - Série A2 | 1         | 2000              |
|            | Copa do Interior                   | 3         | 1971, 1972 e 1973 |
| Municipais |                                    |           |                   |
|            | Competição                         | Títulos   | Temporadas        |
| Garanhuns  | Campeonato Garanhuense de Futebol  | 3         |                   |

Legenda:

 Campeão invicto

 Campeão (vencendo os dois turnos)

 Campeão direto (vencendo os dois turnos)

## Estatísticas

### Campanhas de destaque
| Associação Garanhuense de Atletismo | Associação Garanhuense de Atletismo | Associação Garanhuense de Atletismo | Associação Garanhuense de Atletismo | Associação Garanhuense de Atletismo |
| Torneio                             | Campeão                             | Vice-campeão                        | Terceiro colocado                   | Quarto colocado                     |
| ----------------------------------- | ----------------------------------- | ----------------------------------- | ----------------------------------- | ----------------------------------- |
| Campeonato Brasileiro - Série C     | 0 (não possui)                      | 0 (não possui)                      | 0 (não possui)                      | 0 (não possui)                      |
| Pernambucano Série A1               | 0 (não possui)                      | 0 (não possui)                      | 0 (não possui)                      | 1 (2003)                            |
| Pernambucano Série A2               | 1 (2001)                            | 0 (não possui)                      | 0 (não possui)                      | 0 (não possui)                      |

### Partidas históricas
|  | Data                  | Competição              | Estádio        |     | Placar | Adversário         | Público | Notas      |
|  | --------------------- | ----------------------- | -------------- | --- | ------ | ------------------ | ------- | ---------- |
|  | 12 de março de 2000   | Pernambucano - Série A2 | Gerson Emery   | AGA | 4 — 0  | Centro Limoeirense |         | [ nota 2 ] |
|  | 16 de abril de 2000   | Pernambucano - Série A2 | Limeirão       | AGA | 0 — 7  | Ypiranga           |         | [ nota 3 ] |
|  | 30 de julho de 2000   | Pernambucano - Série A2 | Gerson Emery   | AGA | 1 — 0  | Petrolina          |         | [ nota 4 ] |
|  | 20 de janeiro de 2001 | Pernambucano - Série A1 | Arruda         | AGA | 1 — 1  | Santa Cruz         |         | [ nota 5 ] |
|  | 7 de abril de 2004    | Pernambucano - Série A1 | Ilha do Retiro | AGA | 0 — 0  | Sport              |         | [ nota 6 ] |